# Erich von Waldburg zu Zeil und Trauchburg
Maria Erich Wunibald Aloysius Georg Graf von Waldburg zu Zeil und Trauchburg (* 21. November 1962 in Ravensburg) ist ein deutscher Unternehmer und seit dem Tod seines Vaters 2015 Chef der Linie Zeil des ehemaligen Fürstenhauses Waldburg. Als solcher tritt er seither unter dem Namen Erich Fürst von Waldburg zu Zeil und Trauchburg auf.

## Familie

Wappen Waldburg-Zeil-Trauchburg

Erich von Waldburg-Zeil ist der einzige Sohn von sechs Kindern von Georg Fürst von Waldburg zu Zeil und Trauchburg und Marie Gabrielle Prinzessin von Bayern (* 1931). Er heiratete am 17. November 1988 in Altshausen Mathilde (* 1962), die Tochter von Carl Herzog von Württemberg und Diane Herzogin von Württemberg geb. d’Orléans (Haus Bourbon). Aus der Ehe stammen fünf Töchter.
Die Familie lebt auf Schloss Zeil in Leutkirch im Allgäu.

## Leben
Nach Schule und Ausbildung trat Erich von Waldburg-Zeil in das Familienunternehmen ein. Der mit bürgerlichem Familiennamen Graf von Waldburg zu Zeil und Trauchburg geborene Unternehmer war als Erbgraf von Waldburg zu Zeil und Trauchburg bekannt. Mit dem Tod seines Vaters am 2. Dezember 2015 trat er dessen Nachfolge als Chef der Linie Zeil des bis 1918  standesherrlichen Fürstenhauses Waldburg an. Er nennt sich seither Erich Fürst von Waldburg zu Zeil und Trauchburg.

## Unternehmerische Aktivitäten
Erich von Waldburg-Zeil verwaltet ein umfangreiches Unternehmenskonglomerat. Die Familie ist mit circa 10.000 Hektar forst- und landwirtschaftlich genutzter Grundfläche eine der größten privaten Grundbesitzer Deutschlands und verfügt auch über beträchtliche Waldgebiete in Argentinien. Zudem ist die Familie Mitgesellschafter des Medienhauses Schwäbischer Verlag GmbH & Co. KG mit der Schwäbischen Zeitung und Beteiligungen an den Privatsendern Radio 7, Radio Seefunk, drei regionalen Fernsehsendern und zahlreichen weiteren Tochterunternehmen. Dazu gehören langjährige unternehmerische Engagements beim Medienhaus Allgäuer Zeitungsverlag (Anteil 50 %). Des Weiteren betreibt die Familie den regionalen Verkehrslandeplatz Leutkirch-Unterzeil, den Holzhof Zeil und mehrere Spielcasinos, die Hochgratbahn sowie seit 1958 eine Kette von Rehabilitationskliniken bzw. Kurzentren (Waldburg-Zeil Kliniken, mit 17 Einrichtungen mit ca. 3400 Betten und  mehr als 3000 Mitarbeitern).
Das Privatvermögen der Familie wird auf etwa 650 Millionen Euro geschätzt.

## Mandate und Mitgliedschaften
Erich von Waldburg-Zeil hat zahlreiche Mandate inne, wie im Verband der baden-württembergischen Grundbesitzer (stv. Vorsitzender), Beiratsmitglied der Landesbank Baden-Württemberg (LBBW) und Deutsche Bank sowie im Universitätsbund Hohenheim e.V. (stv. Vorsitzender). Er ist Aufsichtsrat der Malteser Deutschland gGmbH, einer Teilorganisation des Malteserordens in Deutschland und Vorsitzender der Hochwildhegegemeinschaft Sonthofen im Allgäu (74 Reviere mit 85344 Hektar). Er ist Mitglied im Bund Katholischer Unternehmer (BKU).
Er engagiert sich insbesondere für den Denkmalschutz und ist stv. Vorsitzender der Denkmalstiftung Baden-Württemberg. Zudem ist er Vorstandsmitglied der Benediktinerabtei Ottobeuren und Mitglied im Kuratorium der Stiftung Kulturdenkmal – Schloss Bad Wurzach.

## Einzelnachweise

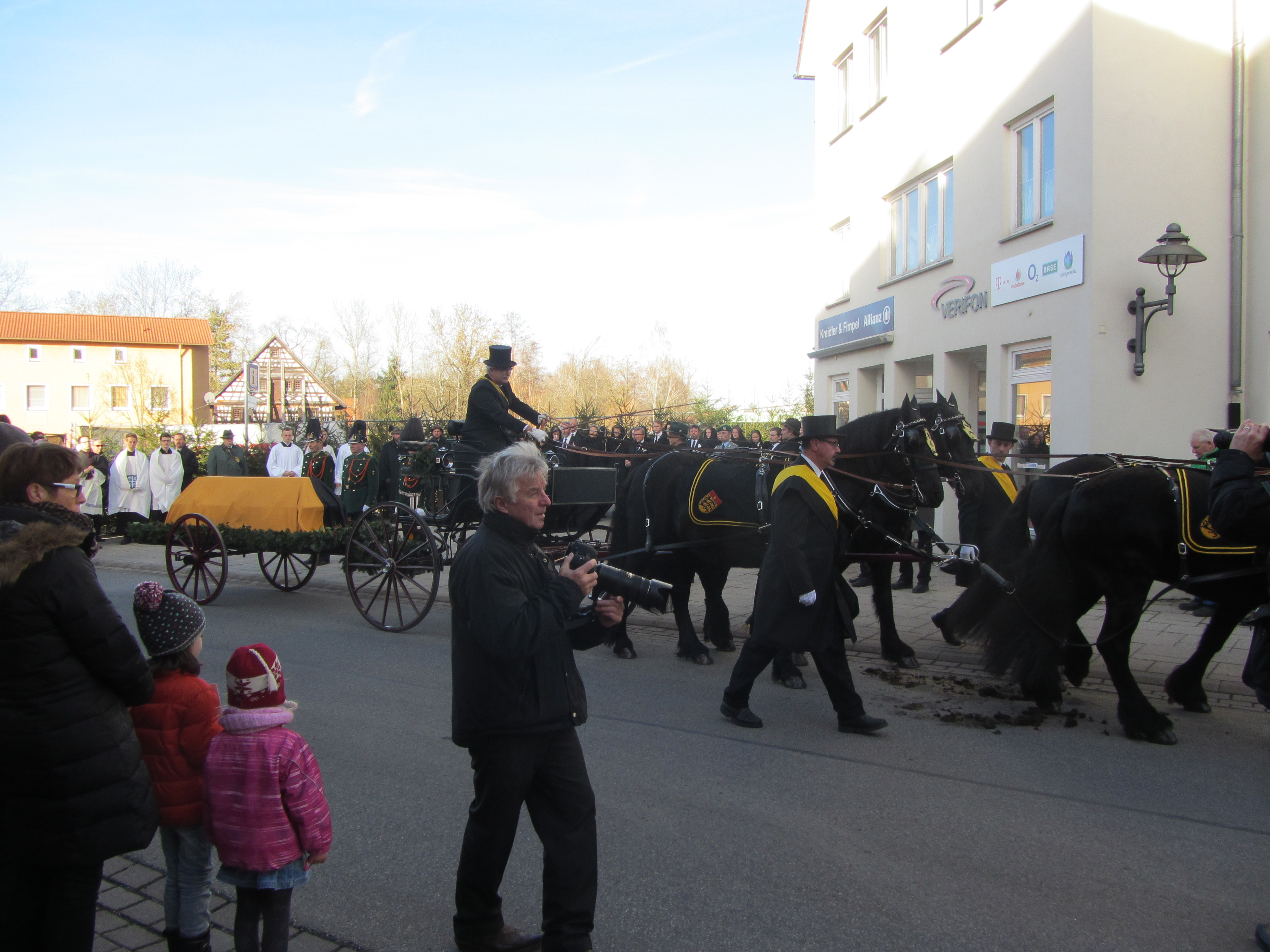
Erich von Waldburg zu Zeil und Trauchburg bei der Trauerfeier seines Vaters (2015)